# Habenaria parvidens
Habenaria parvidens är en orkidéart som beskrevs av John Lindley. Habenaria parvidens ingår i släktet Habenaria och familjen orkidéer. Inga underarter finns listade i Catalogue of Life.